# Chyška
Chyška je místní část městyse Úsobí v okrese Havlíčkův Brod v Kraji Vysočina.

## Geografie
Chyška se nachází na Českomoravské vrchovině, na východním úpatí Máselného kopce (634 m) nad údolím potoka Žabinec. Na východě se zvedá Bukovec (607 m) jihozápadně je Kosovský kopec (682 m). Západně se rozkládá Farský les.

## Historie
První písemná zmínka o obci je z roku 1436, kdy osada patřila k panství kláštera Želiv. Název obce pochází ze starého českého slova Chýše (od chaty).
Mezi lety 1939-1945 se používá německý název Chischka. V roce 1976 došlo ke sloučení s Úsobím. V roce 1991 měla obec 105 obyvatel. V roce 2001 se obec sestávala z 39 budov, kde žije 85 lidí.

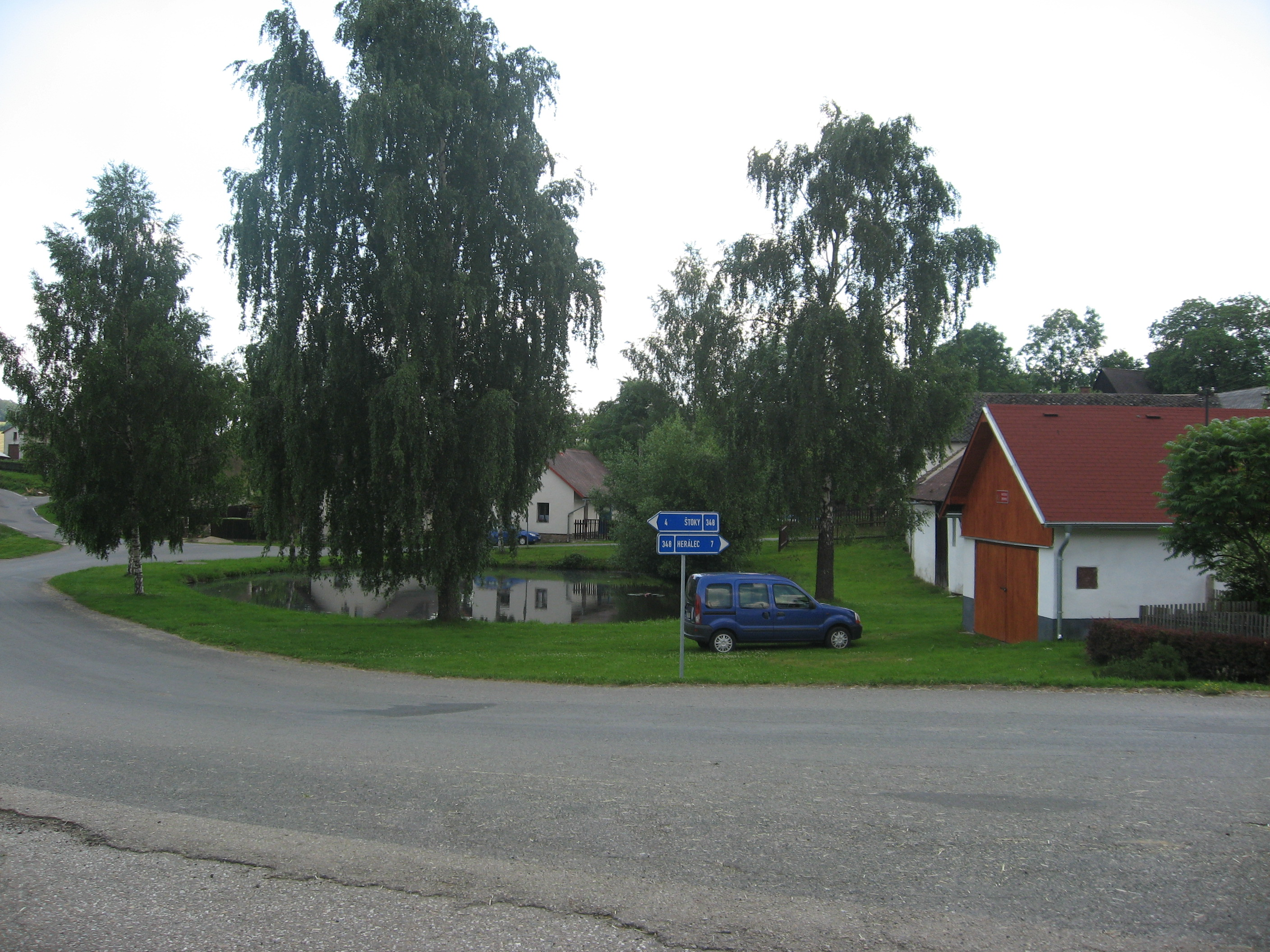
Náves
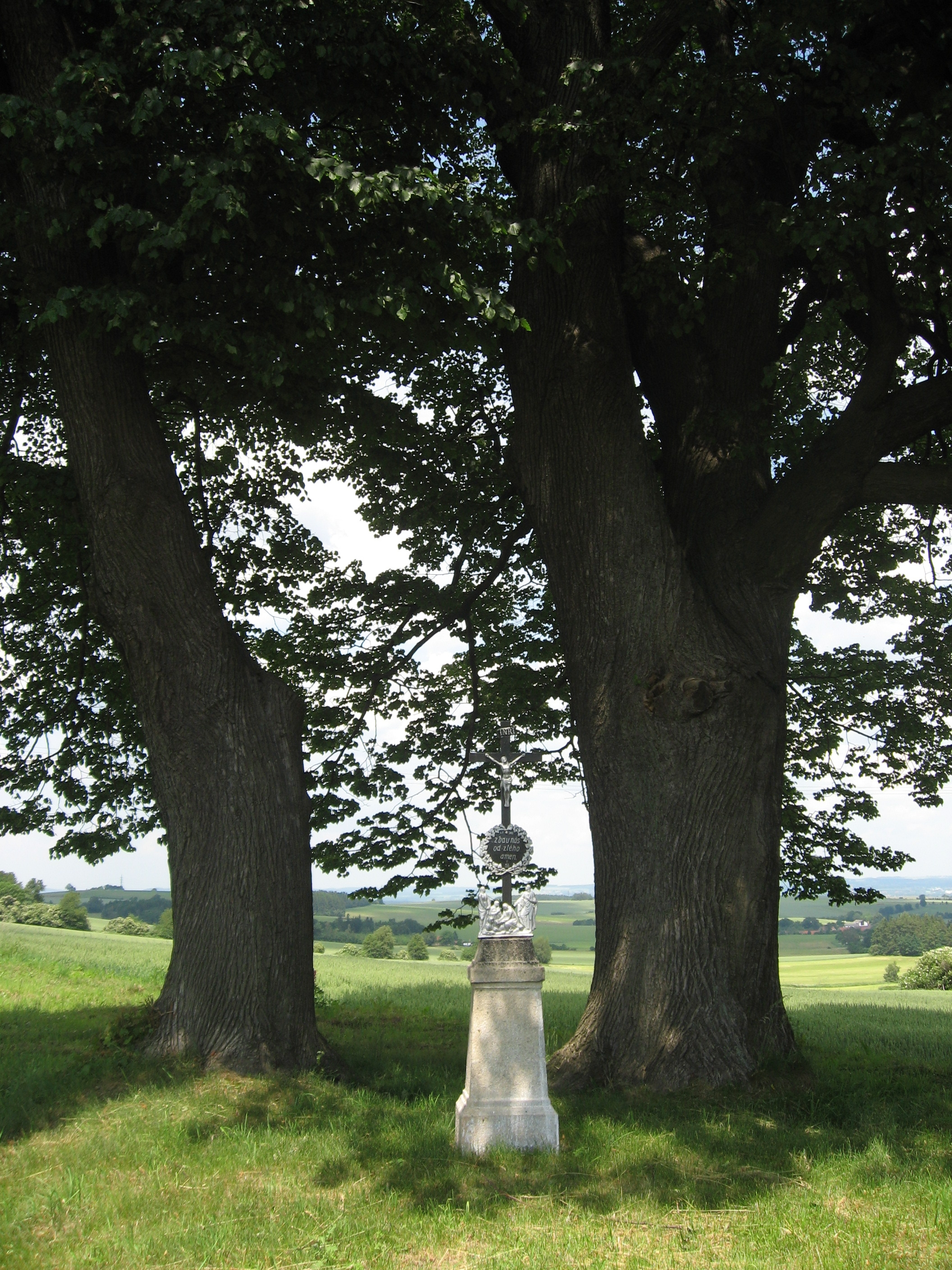
Křížek nad obcí